# 馬王堆漢墓
馬王堆漢墓（ばおうたいかんぼ、まおうたいかんぼ、拼音: Mǎwángduī Hànmù）は、中華人民共和国湖南省長沙市芙蓉区にある紀元前2世紀の墳墓。前漢の利蒼（? - 紀元前186年）とその妻子を葬る。
1972年から1974年にかけて発掘され、国際的に注目された。発掘時、利蒼の妻のミイラがまだ生きているかのような保存状態だったことで知られる。
副葬品に貴重な工芸品や帛書（馬王堆帛書）が含まれており、考古学だけでなく文献学・中国史・中国思想史・中国医学史・中国書道史などの諸分野に重要な資料を提供した。

## 経緯

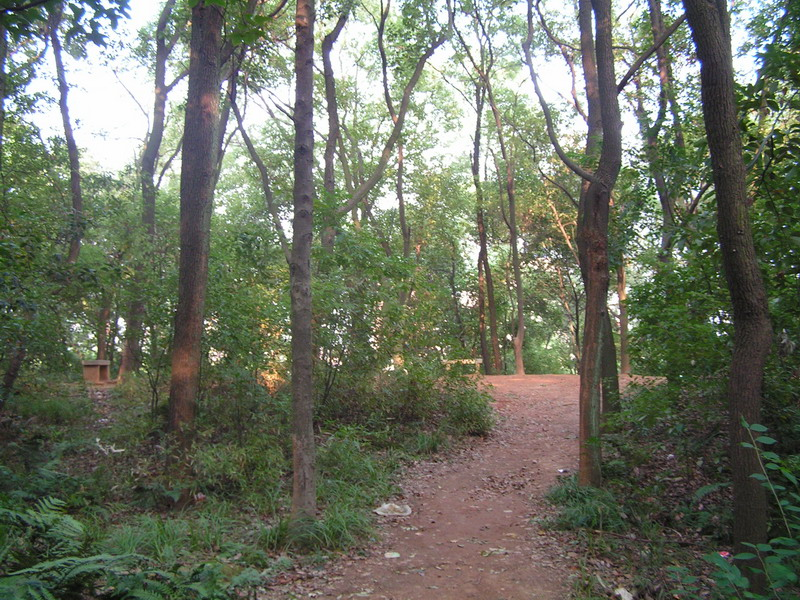
現在の馬王堆漢墓

馬王堆漢墓は湖南省長沙市の中心から東へ約8キロメートルの位置にある。五代十国時代に長沙で楚王として割拠した馬殷の墓といつからか誤って伝えられ、これが「馬王堆」という名の由来になった。1951年、中国科学院考古研究所の調査によって漢代の墓葬群と認定され、1956年以降は湖南省文物保護単位に指定された。
1971年末、近隣の者が東側の丘に墓坑を発見し、翌1972年1月から湖南省博物館と中国科学院考古研究所が中心となり、全国から学者を集め大規模な発掘が行なわれた。
やがて出土した棺から生けるが如き婦人の遺体が発見されると、100社にのぼるマスコミが競ってこれを報道し、周恩来総理から一般庶民までがこの「西漢女尸」（前漢の女性遺体）の発見に沸き立った。中国国外でもこのニュースは大きく報道され、ひろく関心を集めた。
副葬品の漆器に「軑侯家」（たいこうか）、封泥に「軑侯家丞」とあったことから、恵帝の時に列侯に叙せられた軑侯家ゆかりの女性と考えられた。
発掘の成果が極めて大きかったことから、東側の丘を1号墓とし、1973年11月より西側の丘を2号墓として発掘が再開された。2号墓は唐代に盗掘された跡があり、数度の盗掘で内部が破壊されていたが、残されていた副葬品の中に「利蒼」と刻まれた玉印、および「軑侯之印」「長沙丞相」と刻まれた銅印という決定的発見があった。これらの副葬品、墳丘が二つ並んだ比翼塚（夫婦を葬ったもの）になっていることなどから、2号墓は初代軑侯の利蒼、1号墓はその妻と確定した。
3号墓は1号墓の南に埋もれるようにあった。盗掘の跡は無く、男性の遺体は骨のみ残り、利蒼夫妻の息子と考えられた。3号墓の副葬品では、特に帛書が重要な文献学的発見となった。
発掘調査は1974年1月に完了した。
現在、1号墓は埋め戻されて高さ20メートルほどの赤土の小丘となり、3号墓は墓坑に上屋を被せ保存されている。
1号墓被葬者の遺体、棺、および副葬品の一部は長沙の湖南博物院で一般公開されている。

## 墳墓
墳墓は東西にほぼ同じ大きさで並んだ2つの墳丘からなり、東側が1号墓、西側が2号墓、そして1号墓の封土（盛り土）に覆われる形でその南側に3号墓があった。東西の丘はそれぞれ高さ15-16メートル、底部の直径40-60メートル、頂部の間隔は約40メートルであり、1号墓の場合、頂部は直径30メートルの平坦面になっていた。1号墓は、後に発掘される2号墓・3号墓の封土を部分的に破壊していたため、それらの後に造営されたと考えられる。
3基の墓はいずれも墳丘、北側についた斜坡式の墓道、やや南北に長い長方形をした竪穴式の墓坑（墓壙）、その底部に木板で構築された槨室（墓室）からなる。
ここは元々、高さ4-5メートルの自然丘陵であり、墓を造営するときにまずその丘で墓坑の下半分が7-8メートルほど垂直に掘り下げられ、次いで1層ずつ版築しながら墓坑の上半分および墓道が築かれた。

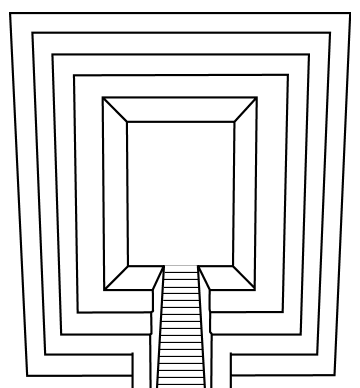
1号墓の墓坑を上から見た図。北側に墓道が通っている。

墓坑の構造は3墓とも基本的に同一であり、まず墓口（最上部）部分が四辺とも階段状（1号墓は4段、2号墓と3号墓は3段）に作られ、その先は墓底まで次第に狭くなるよう桶状に作られた。墓口と墓底のサイズ、深さはそれぞれ以下のとおりである。（単位：メートル）
|       | 墓口 | 墓口  | 墓底 | 墓底 | 墓底 |
| 長さ  | 幅   | 長さ  | 幅   | 深さ |      |
| ----- | ---- | ----- | ---- | ---- | ---- |
| 1号墓 | 20.0 | 17.9  | 7.6  | 6.7  | 16.0 |
| 2号墓 | 11.5 | 8.95  | 7.25 | 5.95 | 8.0  |
| 3号墓 | 16.3 | 15.45 | 5.8  | 5.0  | 10.7 |

墓坑は北辺中央部から外に向かって谷状に切り開かれ、そこに墓道が通された。墓道の内側末端は槨頂と等しいかやや高く、外側は墓口付近の高さまで上り坂になる。2号墓と3号墓の墓道は、両側に高さ1メートル余りの2体の跪座偶人が向かい合うように置かれ、それらは木の骨組に縄を巻き草藁を混ぜた青膏泥を肉付けして作られていた。

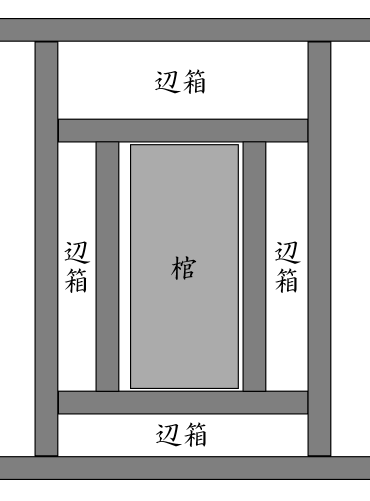
1号墓の棺槨の模式図。木組を上から見たところ。

墓坑底部の中央に、巨大な木板によって槨室（棺槨、木槨とも）が構築された。まず3本の枕木を敷き、その上に二重の底板を乗せ、さらに木板を井桁状に組み合わせて槨（かく、棺の外周施設）を作り、棺室および辺箱とした。その上は頂板と二重の蓋板で覆われた。
1号墓の槨室は長さ・幅・高さが 6.73×4.9×2.8メートルあり、あわせて 52 立方メートルもの木材が使われた。木材は松であり、70枚ある木板のうち、最大のものは 4.84×1.52×0.26 メートルで、槨の側板に使われていた。組み立ての際に金属製の釘や鋸・鉋が使用された痕跡は無く、全て斧・手斧・鑿だけを用い、掛け継ぎ、ほぞとほぞ穴、ほぞ釘などの接合方法によって構築された。
槨の上下・四囲には、内部を包み込むように厚さ 0.4-0.5 メートル・重量5トンの木炭層が、その外側には厚さ 1.0-1.3 メートルの白膏泥（白陶土、カオリン）層がつくられた。白膏泥は粘度が高く、浸透性が非常に低い。この木炭層と白膏泥層が、内部の密閉に決定的な役割を果たしたと考えられる。埋葬が済んだのち、土を埋め戻して突き固め、高大な墳丘を築いた。
墓の形式と副葬品は、ほぼ楚の様式に従っている。1号墓は一槨四棺、2号墓は一槨二棺、3号墓は一槨三棺であった。1号墓は3基のうち最も状態が良く、竪穴木槨木棺墓の原型をほぼ完全に留めていた。1号墓と2号墓の墳丘は高さ5-6メートル、3号墓の墳丘は1号墓の下に埋もれ2-3メートルほどが残存している。

## 被葬者
各墓の被葬者は、前漢初期の長沙国で丞相をつとめ初代軑侯となった利蒼（2号墓）、その妻（1号墓）、息子（3号墓）である。
被葬者らを特定する上で手がかりになったのは、3基の墓の位置関係、副葬品である竹行李や土器の罐などの器物につけられた「軑侯家丞」の封泥、漆器に書かれた「軑侯家」の文字、出土した女性の被葬者、2号墓から出土した「利蒼」「軑侯之印」「長沙丞相」と刻まれた印章、3号墓から出土した木牘から被葬者の死亡年が前168年と考えられること、軑侯の封建を記した『史記』巻19「恵帝間侯者年表」および『漢書』巻16「高恵高后文功臣表」の記述、などである。これらにより、各墓の被葬者は確実に証明された。

### 1号墓
被葬者は利蒼の妻、辛追。

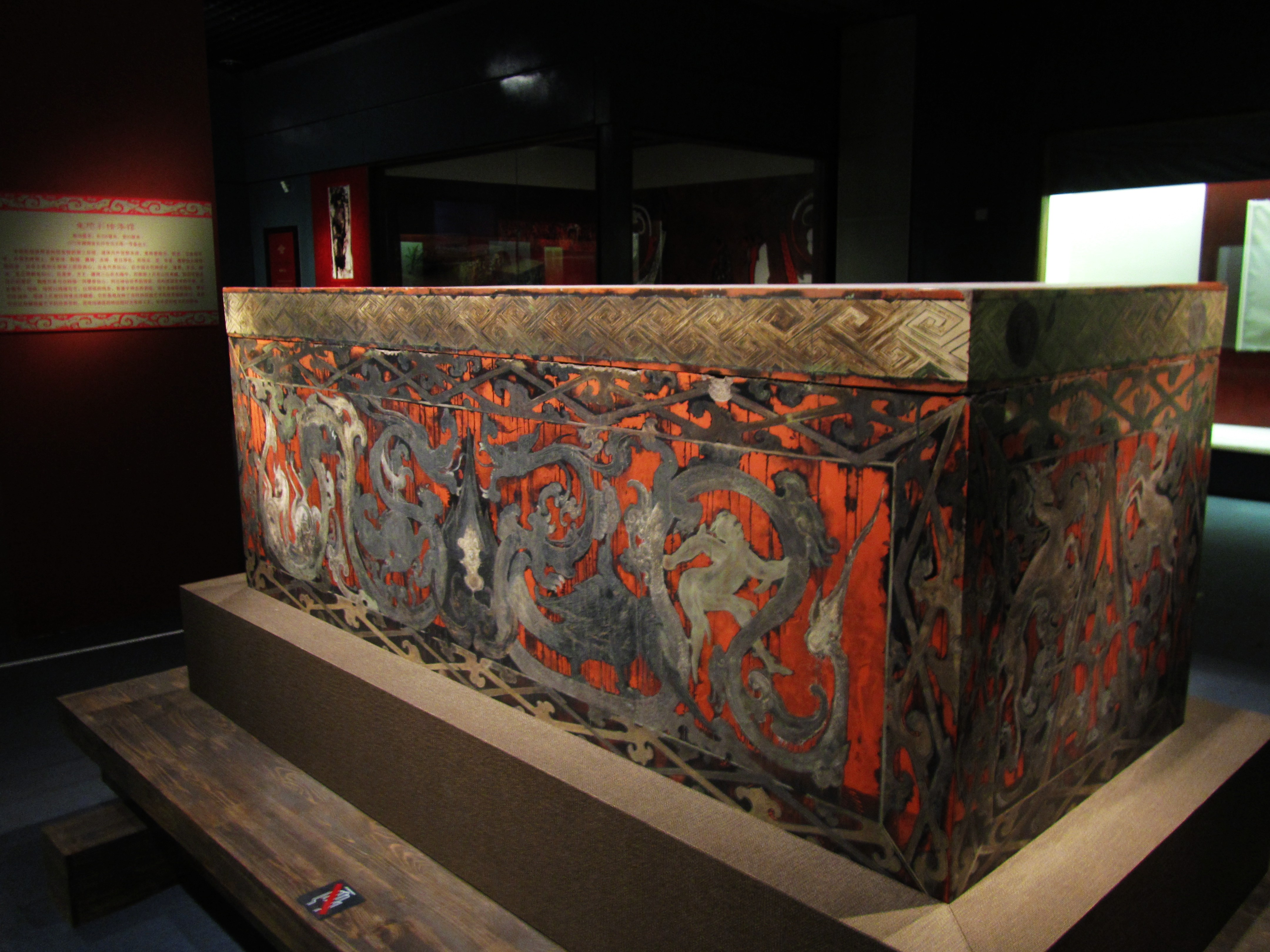
辛追の棺

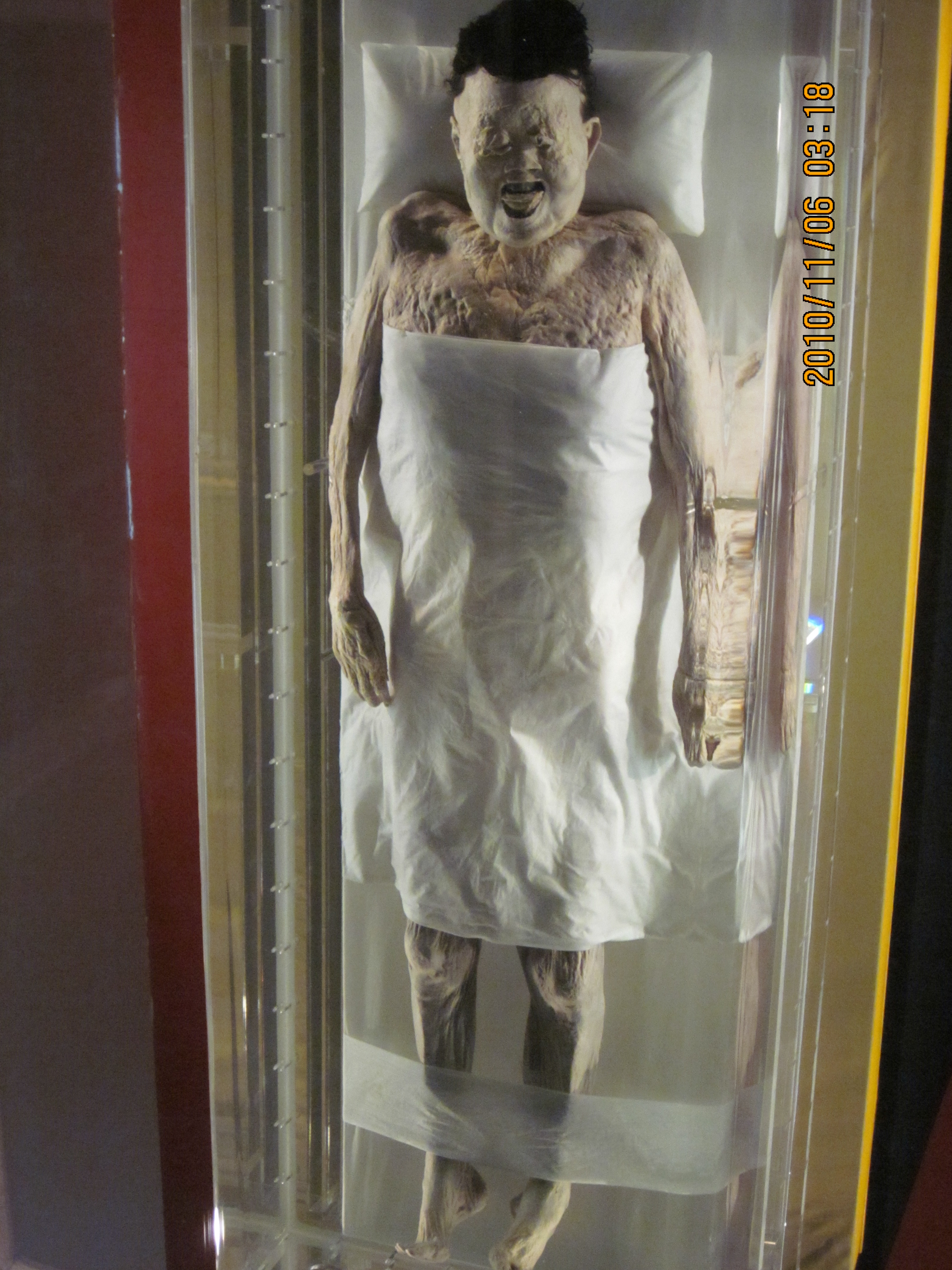
湖南省博物館で展示されている辛追の遺体

埋葬方式は仰臥伸展葬であり、棺内を満たす約 80 リットルの無色透明の液体に遺体は浸っていた。（この液体は、出土後ほどなくチョコレート色に変色した。）
遺体は2枚の肌着を含む18枚の絹や麻の経帷子を着、9本の帯で縛ったあと、2枚の真綿の衾被がかけられ、合計20枚の衣類に包まれていた。顔には濃い小豆色の錦のハンカチがかけられ、両腕と両足は絹の帯で縛られ、青絹の靴を履いていた。被葬者の開いた口からは舌が突き出て、その顔つきはいまだ生気が残っているかのようだった。
棺は四重で、いずれも梓の板を使い、棺槨と同様に掛け継ぎ、ほぞとほぞ穴、ほぞ釘などの接合方法で組み立てられた。大きさ（長さ×幅×高さ）は外棺が2.95×1.5×1.44メートル、内棺が2.02×0.69×0.63メートルであり、4つの棺が隙間なく重なり合うよう作られていた。四棺とも内壁は朱漆が塗られているが、外壁の装飾が次のように異なる。
- 外棺は黒漆塗りで、無地だった[20][24]。
- 第二棺は黒漆塗の上に複雑な雲気紋と多くの怪神・禽獣の彩色画が描かれていた[20][24]。
- 第三棺は朱漆塗[注 7]の上に龍・虎・朱雀・仙人などを彩色して配した瑞祥図が描かれていた[20][24]。
- 遺体を収める内棺は、黒漆塗の上に装飾が施されていた。すなわち、棺に蓋をしたのち2本の絹の帯を横に渡し[24]、棺全体を覆うように絨圏錦（フランネル）で縁取りした羽毛貼花絹[注 8]が貼り付けられ[24][20]、錦のように飾り立てられていた[18]。そして蓋板を一幅の帛画が覆っていた[24][20][26]。

副葬品は全て辺箱の中に置かれており、1,400点を数えた。「妾辛追」と読むべき綬つきの印章が見つかっており、被葬者は利蒼の妻、姓名は辛追、と判断できる。
医学的所見

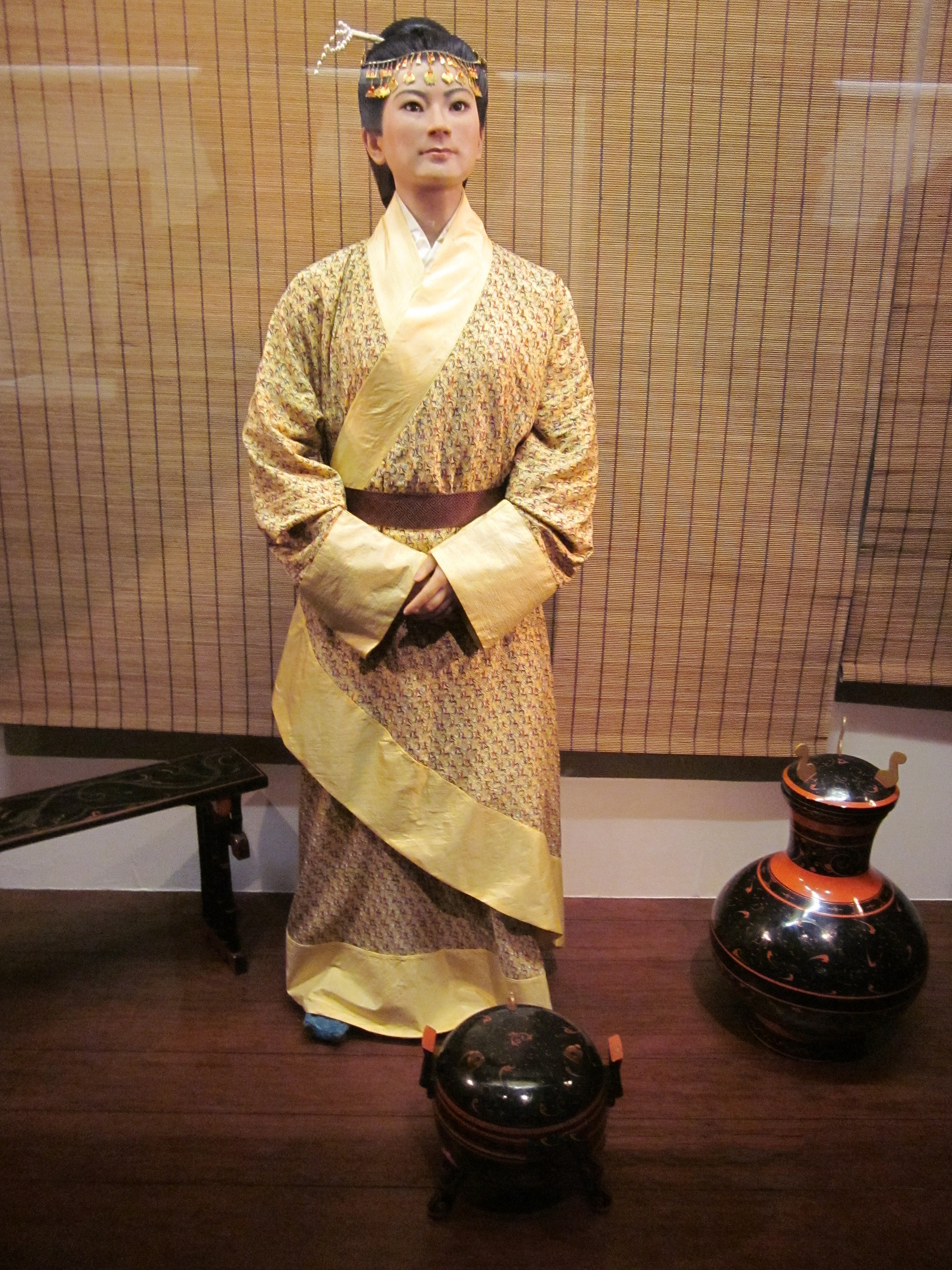
辛追の生前の姿の復元モデル（湖南省博物館の展示）

病理解剖の結果、遺体は外形のみならず内臓諸器官、さらには繊維性結合組織、筋肉組織、軟骨、血管など微細組織に至るまで、生前の状態に近い良好な保存状態が保たれていた。
女性の年齢は50歳前後。身長154.5センチメートル、体重34.3キログラム、血液型A型、出産経験あり。皮膚表面は褐黄色で（現在は黒色に変色）、皮膚組織はまだ湿潤かつ弾力性を残していた。頭髪はまばらだが白髪は無く、光沢が残り、少し力を入れて引いても抜けなかった。眼球がやや突出し、右鼓膜に穴が開いていた他は感覚器に異常は見られなかった。歯は16本残っていた。四肢の関節は動かすことができ、骨格は末端までほぼ完全であり、脳は 1/3 に萎縮していた。皮下脂肪が各所に見られ、小太りだったと思われる。
被葬者が生前多くの疾病に罹っていたことも判明した。具体的には、冠状動脈性の心臓病（心筋梗塞）、多発性胆石症、全身性の動脈粥状硬化症、血吸虫病など各種の寄生虫病、椎間板ヘルニア、胆嚢の先天的奇形、右腕骨折が確認された。
胃から真桑瓜の種が多数（138粒）出てきたため、被葬者が死亡したのは夏、食後2-3時間後と考えられる。被葬者は栄養状態が良く、長期に病臥した様子も見られないことから、胆石症の痛みが冠状動脈性心臓障害の発作を誘発し急死した、という経過が最も考えられる。ほか、仙丹の服用による水銀中毒・鉛中毒・砒素中毒が死因になった可能性も指摘されている。
湿屍
被葬者の遺体は「湿屍」と呼ばれる特異な保存状態にあった。2100年以上という年代の古さと、その良好な保存状態は、世界の死体保存例のうちでも極めて稀なものであり、医学的にも高い研究価値を持つ。
遺体が良好に保存された要因として、以下の点が挙げられている。
- 遺体が地中深く埋葬されていた[29][27]。（盗掘坑があったが、墓室に達していなかった[9]。）
- 墓室が堅固に構築され、数層の棺槨によって保護されていた[29]
- 棺槨が木炭層と白膏泥層に包まれ、密封されていた[29]。1号墓に穴をあけた際、ガスの噴出（火洞子、フォトンツ）が起こっており、これは確かに内部が密封されていた証である[27][注 9]。
- 内部の密閉によって、低温と酸素欠乏状態が維持された[29]。
- 被葬者は皮下脂肪が男性より多く、脂肪が発酵分解して発生したガスが墓室に充満した。結果として温度が一定して細菌の発生を防いだ[27]。
- 漆、木炭、白膏泥、辰砂（いわゆる朱）、香料が防腐に役立った[27]。
- 遺体が浸っていた液体には辰砂が含まれており、防腐の役割を果たした[9]。

### 2号墓
被葬者は初代軑侯、利蒼。
盗掘により、遺骨は散乱した状態だった。副葬品は漆器、武器、陶器など200点がまだ残されており、その中に「利蒼」と刻まれた玉材私印が1個、「軑侯之印」「長沙丞相」と刻まれた鍍金亀鈕銅印が各1個ずつ、計3個の印章が見つかり、これが被葬者を特定する決定的証拠になった。
『史記』および『漢書』によると利蒼は前186年（呂后2年）に没しており、埋葬はこの年あるいは1-2年後とみられる。

### 3号墓
被葬者は利蒼夫妻の息子で二代軑侯、利豨。あるいはその兄弟。
遺体は腐敗して骨格だけが残り、科学的調査から30歳前後の男性と鑑定された。棺は三重で、外棺と中棺はいずれも外側が褐色の漆塗り、内側が朱の漆塗だった。内棺は内外とも漆塗で、刺繍と絨圏錦の縁取りを施した絹で装飾され、また蓋板は一幅の帛画が覆い、棺内の両側板にもそれぞれ各一枚の帛画が掛けられていた。副葬品は全て辺箱の中に置かれており、漆器316点、木俑106個、竹行李53個、遣策など、1,000点を数えた。
副葬されていた木牘から、埋葬年は前168年と見られる。文献では利豨は前165年に没したことになっているため、被葬者は氏名不詳の兄弟と考えられてきたが、近年、利豨の印が出土したため利豨とも考えられる。

## 副葬品
合わせて3,000点にのぼる副葬品の多くは辺箱に収められていた。種類としては漆器・織物・土器・竹器・木器・木俑・楽器・武器・農畜産品・食品・瓜・薬草・竹簡・印章・帛書などがある。
これらは当時の手工業技術はもとより、文化、社会生活を知る上で極めて貴重な実物史料であり、歴史学・考古学・文学・哲学・神話学・音楽・医学・農学・天文学など、様々な分野の研究に資するものである。
帛画

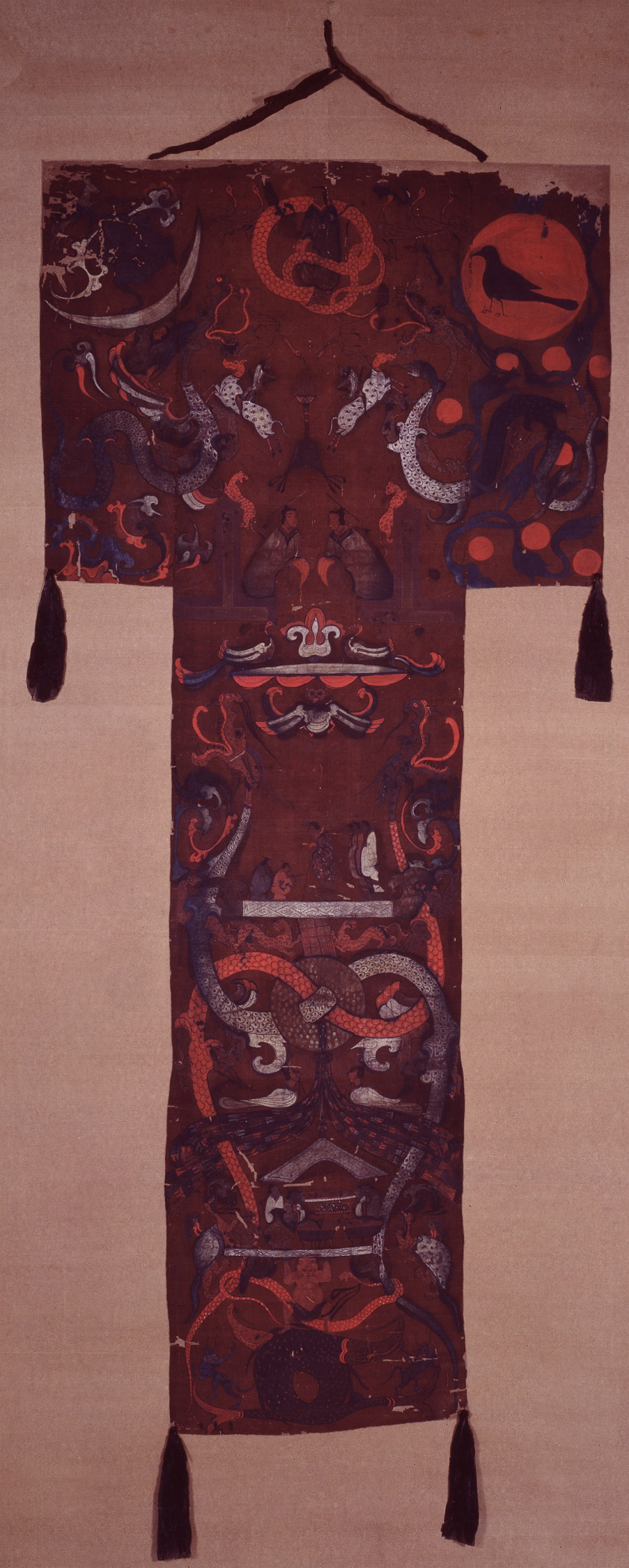
1号墓の帛画

1号墓、3号墓の内棺の蓋板には、形・内容ともほぼ同様の帛画が掛けられていた。いずれもT字型の一重（ひとえ）の絹地で作られており、上縁に竹棒が通され、吊り下げるための絹の掛け紐が付き、T字の4箇所の下端四隅には房がつけられていた。当時の葬送儀礼に欠かせなかった旌幡であろう。1号墓の帛画は長さ205センチメートル、上端部の幅は95センチメートルあり、完全な保存状態で出土した。3号墓の帛画は長さ233センチメートルである。
帛画は、緑色に染めた絹の上に、主に鉱物性の顔料を用いて色彩豊かに描かれている。絵の主題には楚の地方色が色濃く反映され、当時の楚の幻想的・屈原的な雰囲気を偲ばせる。この帛画は中国古代絵画の最高傑作と言い得るものである。
帛画の上部は天上界を表す。まず、上端中央に人身蛇尾（上半身が人間、下半身がとぐろを巻いた蛇）の神人が座している。ひとり神で蛇身部分が赤いことから、『山海経』の燭竜と推測される。神人の右側、赤い太陽の中には黒い鳥が、左側の三日月の中にはひき蛙が描かれている。これらは『淮南子』の「日中に踆烏（しゅんう）有り、而して月中に蟾蜍（せんじょ）有り」をその通りに描いている。
太陽の下にいる竜の傍らには8個の赤い円が描かれている。これは羿が9個の太陽を射落とした伝説に関係すると考えられる。従って竜と絡み合う樹木は『山海経』にある扶桑であろう。
三日月の下にいる竜の傍らには、1号墓の帛画では飛翔する女性が、3号墓の帛画では飛翔する上半身裸の男性が見られ、被葬者の昇仙図となっている。
竜の下の天門（天上界と現世の境）には2人の役人が向かい合って座り、その後ろの柱には豹がしがみついている。これは『楚辞』の「招魂」を思わせる。
現世界に入り、天門直下の華蓋の上には一対の鳳凰が、下には人面の奇怪な鳥が飛んでいる。その下の左右には竜が描かれ、下の方で璧を貫き交竜になっている。その竜に挟まれる形で被葬者の出行の場面が描かれる。1号墓の帛画では、曲裙の長衣を着た老婦人（被葬者）が杖をついて立ち、後ろには女性3人（腰元であろう）が従い、前に男性2人（天からの迎えの使者か）が跪いている。3号墓の帛画では、劉氏冠と朱の長衣をまとい、腰に帯剣した男性が袖に手を入れて歩み、周囲に9人の人物が従っている。
その下にある宴の図は、被葬者を見送り、霊魂を導き昇天させる意味を持つ。あるいは被葬者が死後の世界で食事を楽しむ様子を描いている。料理や酒をふんだんに供えたその供宴の席を、2匹の大魚（海を象徴する奇獣）の上に立った裸身の力士が支え上げている。彼は『楚辞』の「招魂」にある土伯（幽都（冥界）の怪物）かもしれない。彼の周囲には霊亀、鴟鴞などの霊鳥が描かれている。これら璧から下の部分は地下界を表す。
帛画の名称は、議論はあるものの、遣策（副葬品リスト）にある「非衣」と考えられる。これは、衣の形をしているが衣ではない旌幡、といった意味合いだが、「非」は漢代には音通で「飛」と解することもでき、「非衣」即ち「飛衣」として霊魂の飛翔、昇天を願った名称であろう。帛画全体の主題も被葬者の「引魂昇天」と言えるものである。
3号墓の内棺の左右側板ではそれぞれ別の帛画も見つかっている。右側板（西壁）の帛画は212×94センチメートルの儀杖図で、比較的保存状態が良い。画面左上に被葬者らしき男性が描かれ、劉氏冠を戴き、長袍を纏い、腰に宝剣を帯びている。後ろには彼に傘をさしかける従者と属官が20人ほど従う。彼らは右側の5段の土壇へ向かっており、周囲の車馬隊、騎従隊、楽隊は全て被葬者に顔を向けている。これはおそらく被葬者が生前に挙行した盛大な検閲儀式を描いており、その車馬儀杖の場面には合わせて百人余りの人物・数百頭の馬・数十輌の車が描かれている。左側板（東壁）の帛画はかなり傷んでおり全体像は不明だが、2片の残片によると家屋・車馬・奔馬・船を漕ぐ女性の場面などを描き、右側板のものとよく似ており、いずれも被葬者の生前の豪奢な生活を描いていると思われる。
帛書
副葬品のうちでも特に価値が高いと考えられている。3号墓の大きな長方形の漆匣（はこ）から2種が発見された。ひとつは48センチメートル幅（一部はその半分の幅）の帛で、約10センチメートル幅で端から長方形に折り畳まれ、24センチメートル程の高さに積み重なっていた。もうひとつは24センチメートル幅の帛で、幅2-3センチメートルの木片に巻かれていた。前者は折り目が切れてしまっており、後者は帛どうしが固着して展開できず、傷みが甚だしかった。いずれも修復と整理には細心の注意が払われた。
竹簡・木牘
1号墓からは312枚の竹簡が出土した。簡の長さは27.6センチメートルで、各簡に2-25字が墨書され、上下を細い麻紐で交差させて編み巻物状にしていたが、出土時には散乱していた。文字の多くは識別可能である。3号墓からは410枚の遣策竹簡、200枚の医書竹簡（うち10枚は木簡）、7枚の木牘（木札）が出土した。竹簡の長さ、形式、書体は1号墓のものと全く同じである。
衣類・織物

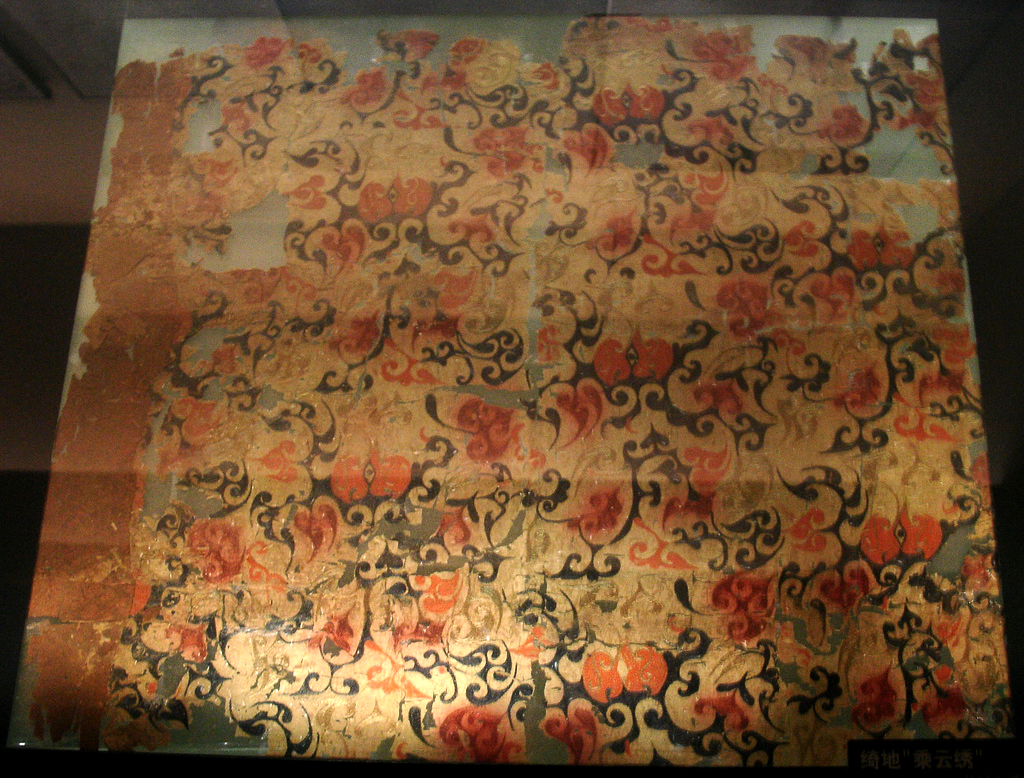
1号墓の絹織物（花文）

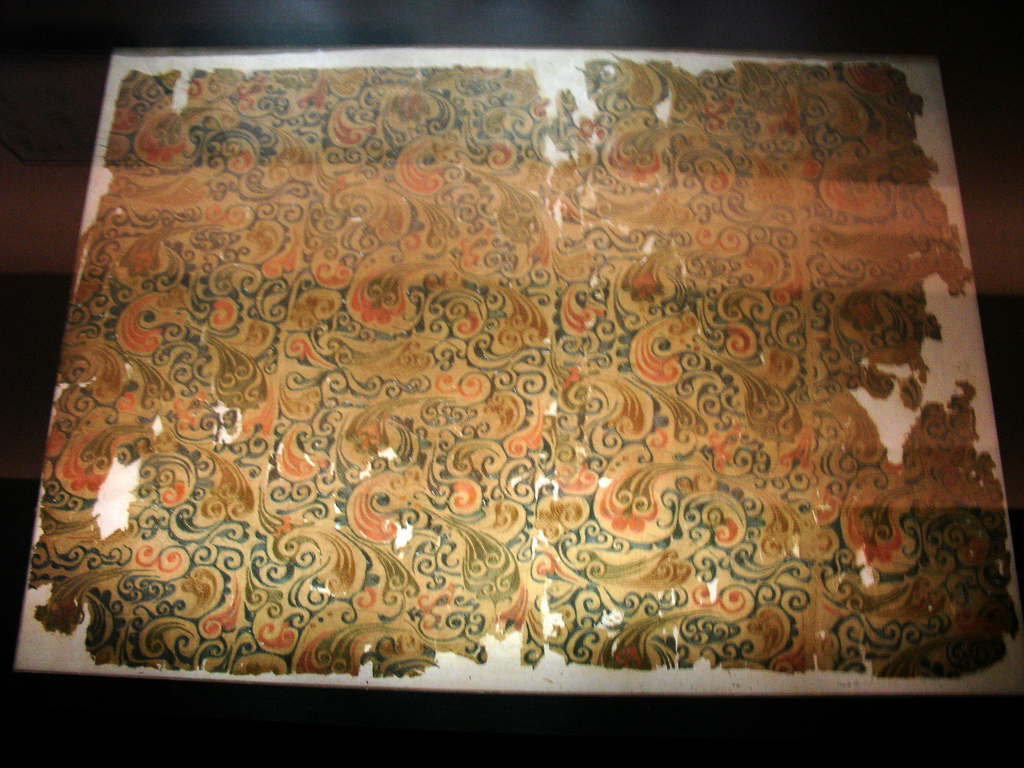
1号墓の絹織物（雲文）

1号墓の竹行李から見つかった衣類・織物類は、年代の古さ・数の多さ・種類の豊富さで過去に比類の無いものである。保存状態の良いものが100点、うち完全なものが58点ある。これらは漢代の高度に発達した紡績技術を示すものである。
多くは絹製品であり、一部は麻製品であった。絹製品は全て家蚕の糸から織られ、麻製品は苧麻（ちょま）や大麻で織られていた。絹製品の織り方は、平織りの絹と紗、白糸で文様を織り出した綺と羅綺、色糸で織った錦、に分類され、大部分は染色・摺絵・刺繍などの加工がなされていた。
製品の種類には以下のようなものがあった。
- 衣類 - 無地の絹衣[50]、朱紅色の[50]羅綺綿袍（裏地のある綿入れ（きぬわた）の長衣）、夾袍（あわせの長衣）、単衣（ひとえの服）、単裙（スカート状の裳）、足袋、履物、手袋[49][48]
- 日用品 - 風呂敷、枕、各種の袋（香・穀物・薬草・鏡・楽器・針などを入れるもの）、器物にかける覆い、など[49][48]
- 幅が1幅の絹織物46巻[49] - 彩色紋様が描かれるか印染された絹布、長寿紋や乗雲紋が刺繍された黄色絹布、方棋紋が刺繍された絹布など[50]。いずれも洗練されたデザインと、色彩の鮮やかさに優れている[50]。

1号墓の副葬品で特に注目されるものを以下に挙げる。
- 絨圏錦 -衣服の縁飾りなどに使われた[44]フランネル[51]（絨類の織物）。立体感のある文様を持つ、一種独特な輪奈織風の錦織で[49][51][44]、多色の縦糸と単色の横糸で織り出されている[51][49]。これは、縦糸を巻く軸（おまき）を2本持つ織機で[44]、特殊な混ぜ織り技法によって作られている[49]。副葬された織物類のうちでも最も珍貴なものであり[49]、また現在知られる限りで最古のフランネルである[51][49]。
- 素紗襌衣 - 白い紗（うすぎぬ）のひとえ平紋の織物[32]。長さ128センチメートル、重さ49グラムで、まさに蝉の羽のように軽く、薄く、透明である[44][32]。これは当時の製糸・紡績技術の高度さを象徴するものであり[44]、分析の結果、その品質は現代のジョーゼットクレープに劣らないものだった[51]。
- 印花敷彩紗 - 文様の型押しと手書きの染付けを組み合わせて模様をつけた紗製品[32][44]。これは珍しい絹織物で[32]、当時の極めて高度な絵付け技術を示すものである[44]。

3号墓からも絹織物が多く出土し、保存状態は劣るものの、1号墓には見られない文様の錦も発見された。また漆纚紗帽（漆塗りの薄絹の帽子）は特に珍しいものである。
漆器

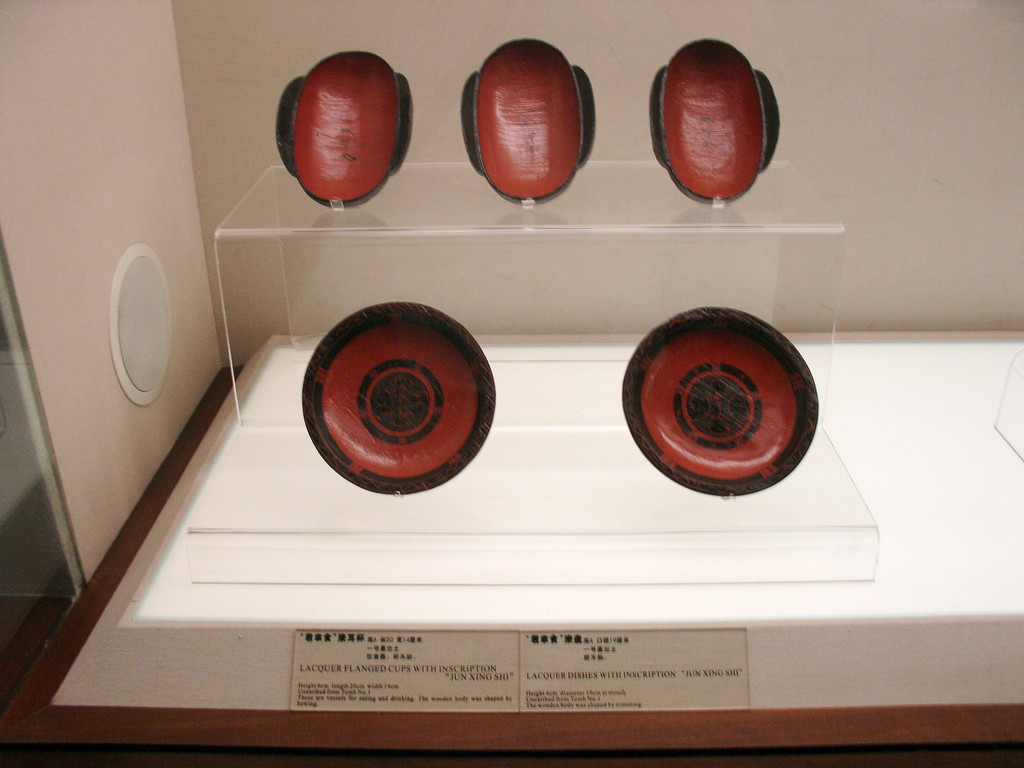
1号墓の漆器類

漆器類は副葬品のうちで最も品数が多い。（これは前漢前期の長沙漢墓で一般に見られる傾向である。）保存状態の良い漆器にはまだ充分に光沢が残っていた。
大型の漆器は木胎だが、耳杯・盤・巵・小奩などの小型の漆器は夾紵胎である。装飾手法は漆絵・粉彩・錐劃（針刻ともいい、漢初に初めて現れた技法）の3種類がみられる。文様は各種の雲気文・龍文・鳳凰文・雲龍文・雲鳳文・写生動物文・草葉文などがみられる。器形は鼎・盉・壺・鐘・方彝・匕・巵・勺・耳杯・耳杯盉・盂・案・匜・食奩・撮箕・几・屏風・博具などがみられる。一部は銅製の覆輪や螺鈿で装飾されている。多くは隷書体で「軑侯家」、あるいは「君幸酒」「君幸食」と酒食を勧める言葉、あるいは「石」「四斗」「二斗」「一斗」「九升」〜「一升」と容量が記されている。「成市草」「成市飽」「南郷□」など工房名が木胎に烙印されているものもあり、一部は成都の官府の工房で製作されたことが分かる。
土器
土器には泥質灰陶（鼎・盉・壺・鐘・方彝・瓿・豆・鐎壺・熏炉・釜）と、各種の硬陶罐がある。前者は彩絵がなされたり、表面に錫箔状のものが貼りこまれ、器内に液体状のものを入れた痕跡がある。後者は肩部に印文があり、器内に食品を入れ、口を草と泥で塞き「軑侯家丞」の封泥で封じ、頸部に食品名を隷書体で記した竹札が下がっていた。
竹行李
竹行李（竹笥）には多くの絹織物・農畜産品・食品・薬草などが納められており、封泥匣（長方形の板中央のくぼみに封泥を施したもの）と木札がつけられていた。封泥匣には「軑侯家丞」の封泥があり、木札には隷書体で中の衣類・食品などが記されていた。
食物
1号墓からは、容器に入った多くの食物遺物と、葬送儀礼用の献立を記した竹簡（遣策）が見つかっている。これらは太守・宰相階級の葬礼用という点で庶民の食生活を必ずしも反映はしていないが、前2世紀の華南における食物事情を具体的に示す貴重な史料である。
漆器・土器（陶器）・竹行李からは以下のような食物が見つかった。
- 漆器 - 鼎から蓮根の輪切り、盆からは穀物の粉を練って焼いた餅状の食物、小盤からは牛・雉の肉や麺類、奩からは餅状の食物[52]。
- 土器 - 陶鼎からは鴨・雁・鶏、陶盆からは粟粉を捏ねて焼いた食物、陶罐からは浜納豆・韮・豆・山桃・瓜・梅・麺類・牛骨・鹿骨・魚骨など[52]。
- 竹行李 - 中から多くの動物の骨が見つかり、肉類が納められていたと見られる[52]。具体的には羊・牛・豚・犬・鹿・兎・鶴・鶏・雉・雀・鳥卵であり、それらが炙（せき、串焼き）・熬（ごう、火で乾かした肉、煎った肉）・脯（ほ、細かく裂いた干し肉）・臘（せき、小動物を丸ごと干し肉にしたもの）などで調理されていたことが、竹行李の木札と竹簡の記載内容からうかがえる[52]。
- ほか、肉類で猿・黄牛・綿羊・鳩[48]、魚で鯉・鯽・鮒など[48]、竹夾（すのこ）に挟まれた梅干[36]が見られた。

食物遺物には科学的鑑定が行なわれ、次のような知見が得られた。
- 穀類・豆類には稲・小麦・大麦・黍・粟・大豆・小豆・麻実（大麻子）があった[53]。稲は、籼稲/粳稲、粳米/糯米、長粒/中粒/短粒が並存しており、当時の稲の多様さが見て取れる[53]。また、当時の華南で麦の栽培が行なわれていた可能性が示された[53]。
- 瓜・果実類には、真桑瓜・棗・梨・梅・山桃があった[53]。被葬者の消化器から見つかった瓜の種は、現存する栽培瓜のものと似ていた[53]。
- 野菜類には、葵・芥子・生姜・蓮根などがあった[53]。

竹簡には次のような記載が見られた。
- 献立 - 葬送儀礼用の料理名と思われる[53]。以下、一部を挙げる。「調味料や野菜を入れない牛頭のスープ」「鹿の肉と里芋の米入りスープ」「菫の葉入りの子犬のスープ」「細かく裂いた牛の干し肉」「豚肉の串焼き」「飴玉」「浜納豆」「蜂蜜で粉を練ったビスケット」「米のご飯」「粟のご飯」「麦のご飯」[53]。
- 調味料 - 水飴、蜂蜜、酢、塩、麹[53]。
- 酒 - 濁酒、甘酒、清酒など[53]。

楽器
出土した楽器はいずれも良好な保存状態にあり、中国の古代音楽研究の上で重要な史料となった。
1号墓からは、25弦の瑟（しつ、大きな琴）・22管の竽（う、大型の笙）・1組の竽律（竽を調音するための竹笛）が出土した。竽律は12本の竹笛から構成され、その各々に漢初の十二律の名称が記されており、音楽史上、特記すべき発見である。3号墓からは瑟・竽・七弦琴・六孔の簫（しょう、尺八に似た縦笛）が出土した。竽・竽律・琴・簫は漢初の楽器としては初めて発見されたものである。
木俑
俑（よう、殉死者の代わりとして副葬された人形）は全て木製であり、合わせて260 個余り、うち1号墓からは男女合わせて162個が見つかった。1号墓の木俑について見ると、まず大きさで10-84.7センチメートルのバリエーションがあった。また絹製の袍（足元まである長衣）や冠をつけた着衣俑と、本体に直接着衣を描いた彩絵俑の二種があった。また姿勢も立俑と座俑の二種があった。かたどった身分や職には、冠人（宦官）、女侍、舞人、歌人、楽人などがあり、当時の階級制度の一面を反映していると考えられる。第三棺と内棺の隙間、内棺の蓋と帛画の間にあった36個の小さな木俑は桃の木から作られており、これは辟邪（魔除け）のためと思われる。
泥製冥銭
泥銭（泥半両冥銭・泥郢称冥銭）が大量に見つかっている。泥製冥銭が大量に副葬されるのは、長沙の前漢墓の大きな特徴のひとつである。泥銭には半両・郢称の二種があった。半両の泥銭は漢初の八銖半両銭・四銖半両銭を模し、郢称の泥銭は楚の黄金貨幣を模し（さらには簡略化し）たもので、これは当時の長沙一帯で依然として楚の貨幣が流通していた物証である。
武器
3号墓より剣・戈・矛・弩機・矢・矢筒などの武器が出ているが、剣柄と鐔のみが青銅製で、他は牛角を用いた明器である。
青銅器
青銅器は非常に少なく、これは漢初の銅不足によるものと考えられる。上述の武器を除けば、銅鏡・帯鉤など数点があるに過ぎない。
貴金属
2号墓より銀帯鉤が1点見つかったのみである。
日用品
日用品には枕・枕巾・几巾・香袋・楽器の袋・物入袋・その他の器物に掛ける覆いなどがある。
化粧用品
1号墓の2個の漆奩（しつれん、化粧箱）、およびその中の小箱から、被葬者が生前に使っていたと思われる以下の化粧用品が見つかった。
- 化粧品 - 白粉・臙脂（べに）・油状の化粧品と思われるもの
- 化粧用具 - コンパクト・化髪（かもじ）・銅鏡・櫛、笄（けい、かんざし）・笰（ふつ、かんざし）・鑷（じょう、毛抜き）・環頭刀子など
- 絹製品 - 手袋・絹（きぬわたの）帽子・組帯・鏡袋など

## 文献学

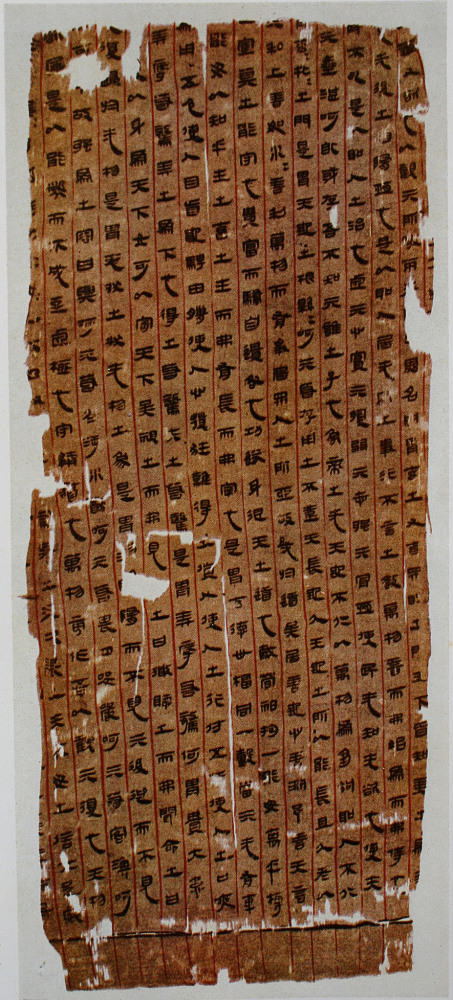
3号墓の帛書

### 帛書
3号墓から発見された帛書の内容は、戦国時代から前漢初期までの政治・軍事・思想・文化・科学など多岐の分野にわたり、また多くの佚書・未知の系統のテキストが発見された点からも、高い学術的価値を持つ。
帛書の大部分は朱砂で幅 0.7-0.8 センチメートルの罫線を引いたのちに墨書されているが、罫が無いものも一部ある。字体は篆書と隷書があり、篆書の写本は前196年（高祖11年）頃、隷書の写本は前180年（文帝初年）頃に行なわれたと見られる。書の技巧的な品質にばらつきがあることから、同一人物が一度に書いたものではないと考えられる。
内容は12万字余にのぼり多くには篇題が無かったが、復元・整理の結果、おおよそ28篇が含まれていると考えられた。それらは『漢書』芸文志の図書分類法に従って、次のように分類された。
- 六芸 - 『周易』、『喪服図』、『春秋事語』、『戦国縦横家書』
- 諸子 - 『老子』甲本、『九主図』、『黄帝書』、『老子』乙本
- 兵書 - 『刑徳』甲本、『刑徳』乙本、『刑徳』丙本
- 数術[注 40] - 『五星占』、『天文気象雑占』、『式法』、『隷書陰陽五行』、『木人占』、『符籙』、『神図』、『築城図』、『園寝図』、『相馬経』
- 方術[注 41] - 『五十二病方』、『胎産図』、『養生図』、『雑療方』、『導引図』
- 地図[注 42] - 『長沙国南部図』、『駐軍図』

『周易』と『老子』以外は多くが古代の佚書であり、伝来している書についても篇名や字句に相違が多く、歴史学、哲学、文字学、訓詁学、音韻学など多方面に多くの研究資料を提供した。また古代史の記述は古籍の校勘の根拠となりうるものである。
以下、主要な帛書について詳述する。
『周易』
- 『周易六十四卦』 - 『易経』の経にあたる部分。全体が上下篇に分かれておらず[56]、また伝来テキスト・諸書に引用された今文テキスト・古文テキスト・王弼本と対校すると、卦名・卦序・爻辞が異なる[57]。卦序の構成原理が単純であり、かなり早い時期のテキストと見られる[56][57]。
- 『繋辞伝』 - 今本『繋辞伝』に一致する記述が多いが、章節の順序や文字に異同も見られ、また今本『説卦伝』の前三節が加わっている[57]。
- 巻後佚書五篇 - 『要』、『繆和』、『昭力』、『二三子問』、『易之義』の5篇。卦辞や爻辞が象徴する意味について、孔子と弟子が議論する様子を記す[58]。

『春秋事語』
16章からなる。魯の隠公弑殺事件から晋の智氏滅亡に至るまでの春秋時代の故事物語を扱う。人物の発言の記録に重点が置かれ、一章につき一つのトピックを扱い、国史や編年体の体裁はとらない。内容の大部分は字句の相違はあるものの『春秋』三伝や『国語』に見られるものだが、今まで知られていなかった事柄も一部に含まれる。
『戦国縦横家書』
27章からなる。うち11章の内容は、戦国時代における縦横家たちの言説集であり、現存の『戦国策』と『史記』にもほぼ同じ文章表現で見られるものである。残りの16章は佚文であり、主に蘇秦の遊説活動について記している。
『老子』甲本
- 『老子』甲本 - 現行本とは逆に、「徳経」が「道経」の前に置かれている[56]。章や段の区切りに円点が施されているが、現行本のそれとはかなり異なる[62]。
- 巻後佚書四篇 - 『五行』は思孟学派（子思、孟子を代表とする儒家思想）による五行説（仁義礼智聖の徳目に関する学説）を説く。『九主』は伊尹が君主を9類型に分けて論ずる。『明君』は戦争の攻撃と防御について主に論じる。『徳聖』は五行と徳、聖、智の関係について論じる[61]。

『黄帝書』
『老子』乙本の巻前に置かれていた、四篇からなる佚書である。いずれも当初からの篇名を有し、内容および書写当時の歴史的背景を踏まえ、一括して『黄帝書』（黄帝四経）と名付けられた。
- 『経法』 - 「刑名」の思想（黄老思想）について論じる[62]。
- 『十六経』 - 黄帝と臣下の問答形式を取る小篇が多く、「刑名」ならびに「陰陽刑徳」について論じる[62]。
- 『称』 - 格言に類する語句を集め、内容的には前2篇と同体系に属する[62]。
- 『道原』 - 道の性質と本源を論じるが、「刑名」の説ともある程度の関連がある[62]。

『老子』乙本
甲本同様、「徳経」が「道経」の前に置かれている。また章分けがされていない。甲本と乙本を比較すると、章の順序は基本的に一致するが、わずかな違いが見られる。現行本、甲本、乙本の三者で比較すると、それぞれで字句の相違が見られる。
『刑徳』甲本、乙本、丙本
兵陰陽家に属する内容であり、数種類の式盤図を含む。丙本で四神に言及するくだりは『礼記』曲礼上の記述と似る。
『五星占』
天文星占に関する佚書であり、本来の篇名は不明。占辞の各所に甘徳と石申からの引用が見られ、特に前者が多い。五星の運行を記録したものとしては、中国に現存する最古のものであり、篇の末尾には前246年-前177年の70年にわたる木星・土星・金星の位置が記され、またこれら3星の会合周期における動きが記録されている。これらは古天文学にとって貴重な資料となっている。
『天文気象雑占』

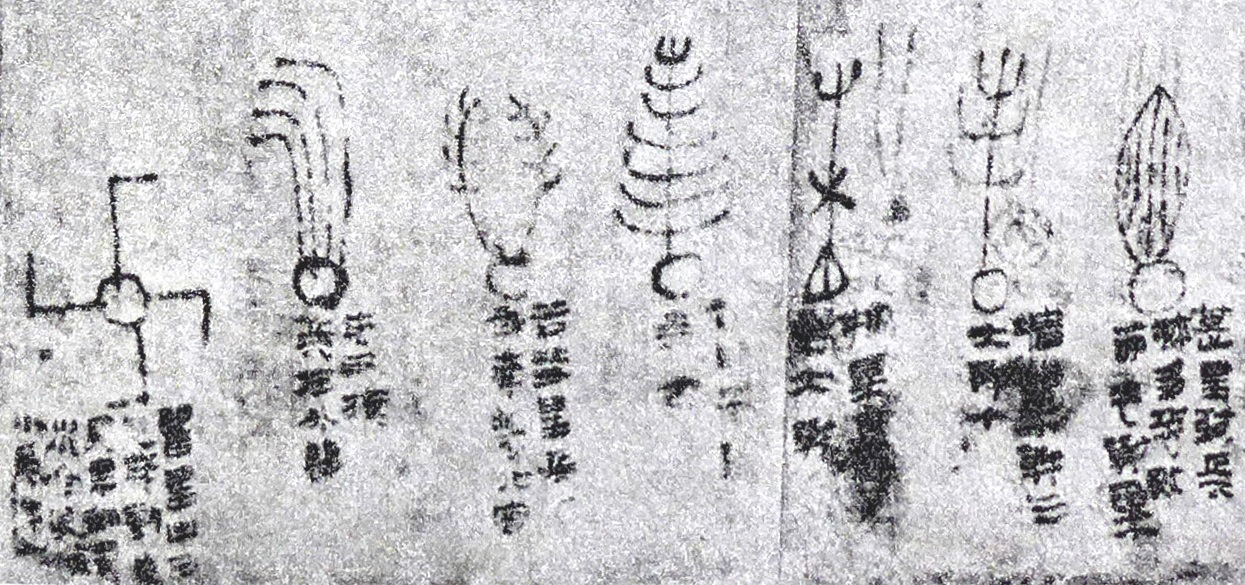
『天文気象雑占』彗星図。占文は、これらの彗星が現れると兵乱や疫病の流行が起こると記す。

天文気象に関する占いの書であり、本来の篇名は不明。350余条の占いが記され、全体にわたり気象による占いが中心だが、彗星や星の運行など天文現象による占いも見られる。彗星の形を描いた図としては、世界で最も古いものである。
『式法』
かつては『篆書陰陽五行』と名付けられていた。破損・断裂が著しく、2006年時点でまだ整理・修復が終了していない。『天一』、『徙』、『天地』、『上朔』、『祭』、『式図』、『刑日』など7つの部分を含み、『式図』には式盤図が見られる。
『隷書陰陽五行』
内容の一部は上の『式法』に近いが、他に兵陰陽家の主張も見られる。
『相馬経』
隷書体で書かれた5,200字ほどの佚書。今本『相馬経』とは全く内容が異なる。

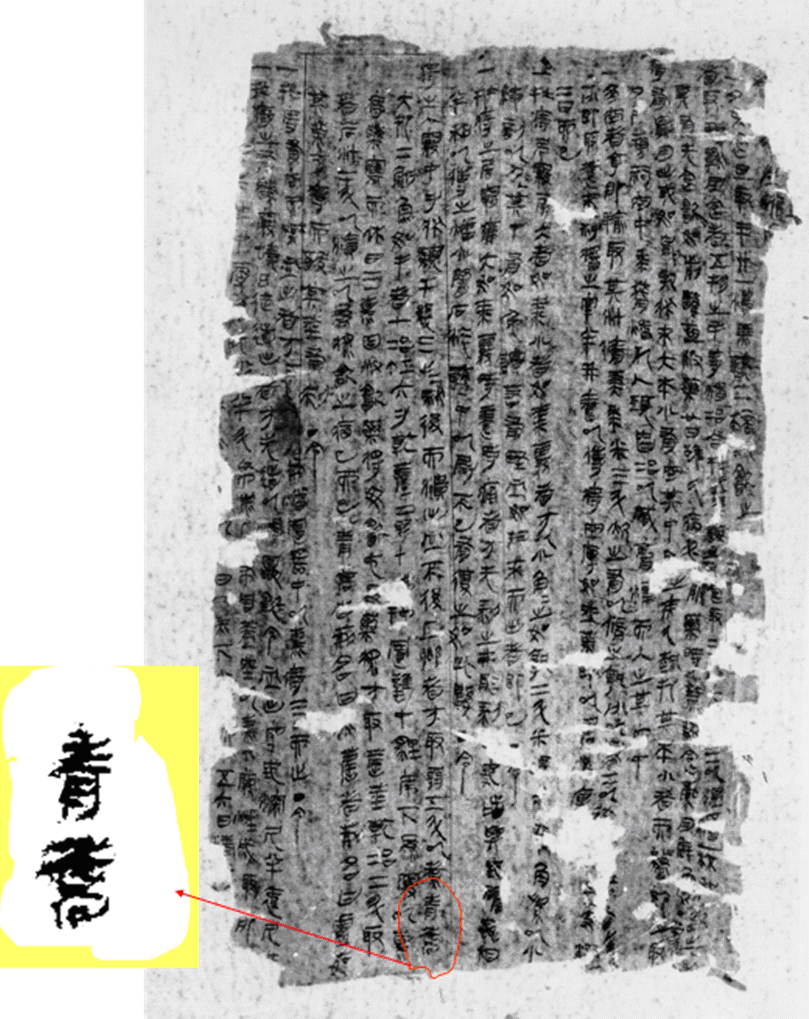
『五十二病方』
中国で発見された最古の医方書であり、本来の篇名は不明の佚書。
- 『五十二病方』 - あわせて52の標題（疾病名・外傷名）がつけられ[65]、各々に治療のための処方が記されている[67][65]。挙げられている病名は100種を超え[注 44]、それらは内科・外科・産婦人科・小児科・精神科に至るまで多岐にわたる[64][67]。処方の数は283方を数え[65]、それらは薬物によるものを中心とし[65]、ほか外科療法として薬物塗布・入浴・燻蒸・局部温熱療法・鍼灸・按摩・角（瀉血のための吸いふくべの原初形式）[64]、石針による治療、切開手術[68]が見られる。
- 巻前佚書四篇 - 『足臂十一脈灸経』、『陰陽十一脈灸経』、『脈経[注 45]』、『陰陽脈死候』の4篇[68][67]。各々その内容に基づき篇名が付けられた[68]。前2篇は人体の11脈（経絡）の走向経路、それに関する病気、および灸による治療法を記す[68]。後2篇は脈に基づいた病気の徴候の診断について論じる[68]。

『胎産図』、『養生図』、『雑療方』
いずれも佚書であり、本来の篇名は不明。

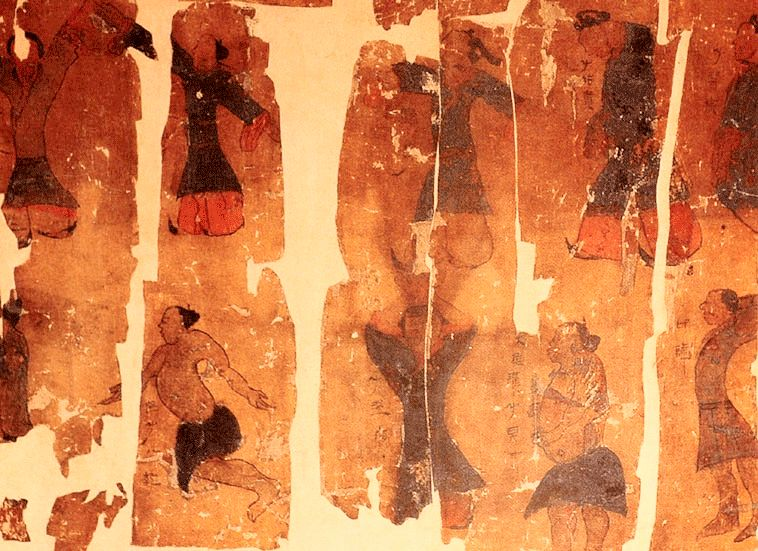
『導引図』
幅0.5メートル、長さ1.4メートルの帛に絵と文字で描かれている。
- 『導引図』 - 長さ1メートルにわたる部分[68][23]。44種類の運動図（縦4列、横11種）が黒の輪郭、朱・褐・藍・墨のベタ塗りで描かれている[68]。各図には、術（姿態）の名称、効果があるとされる病名、模写している動物名、使用器具名などが添えられている[69]。これらは道家思想に基づく修練の術[23]、中国最古の体育療法の図であり、気功療法のルーツといえる[64]。また、張家山漢簡の導引書『引書』とともに、最古の導引文献とされる。
- 巻前佚書二篇 - 『却穀食気』は「穀物を避け気を食らう」、すなわち気功による健康法を記す[69]。『陰陽十一脈灸経』は『五十二病方』巻前佚書のものと同内容であり、両者は甲本・乙本として区別される[69]。

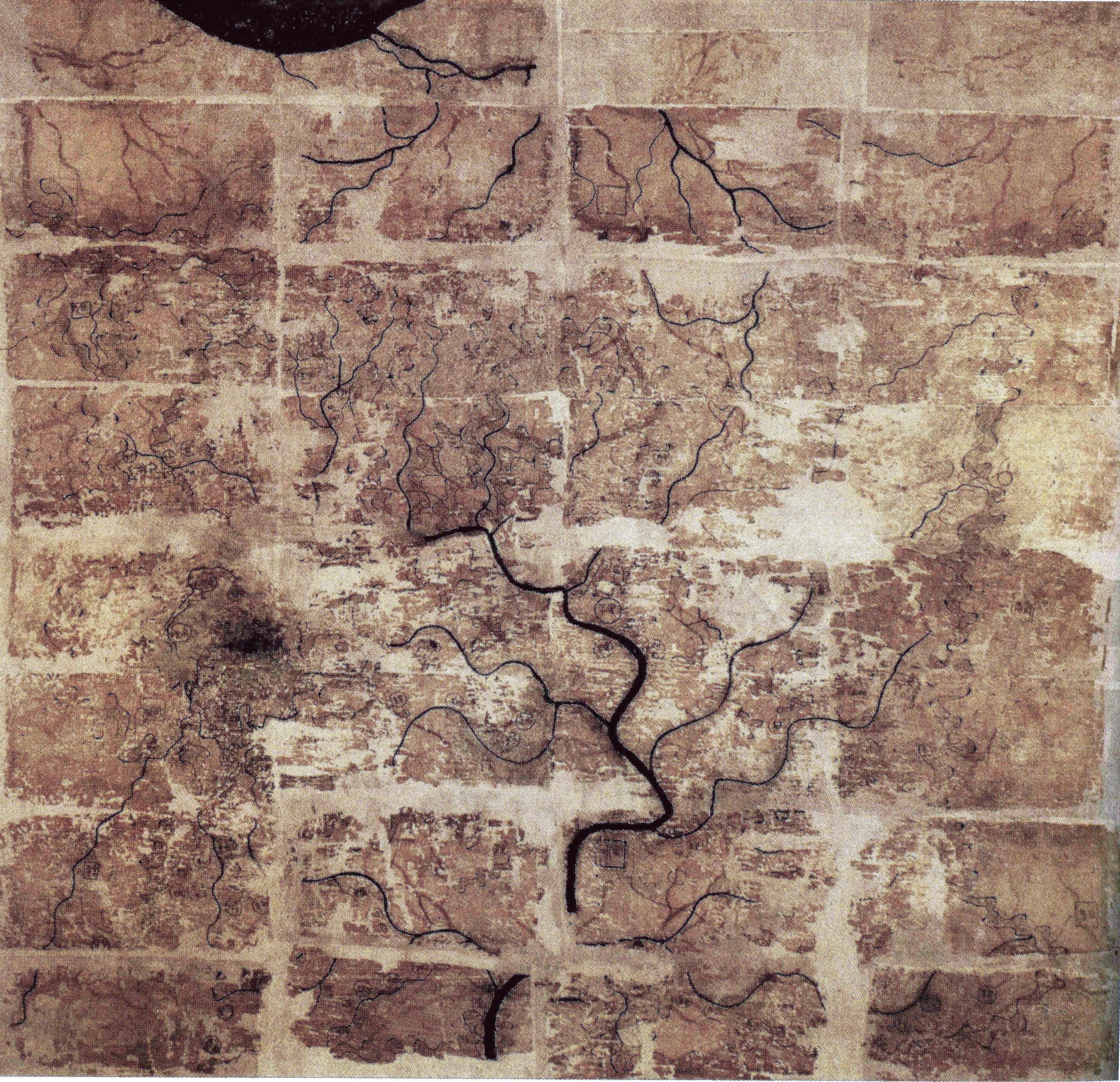
『長沙国南部図』
長沙国南部の地形を記し、現在の湖南省南部の瀟水流域とその周辺にあたる。幅50センチメートルの帛を2枚つなぎ合わせた、一辺96センチメートルの正方形で、縮尺17-19万分の1。描写の中心となる部分では精度が高く、河川の屈曲もおおむね現在のものと一致する。

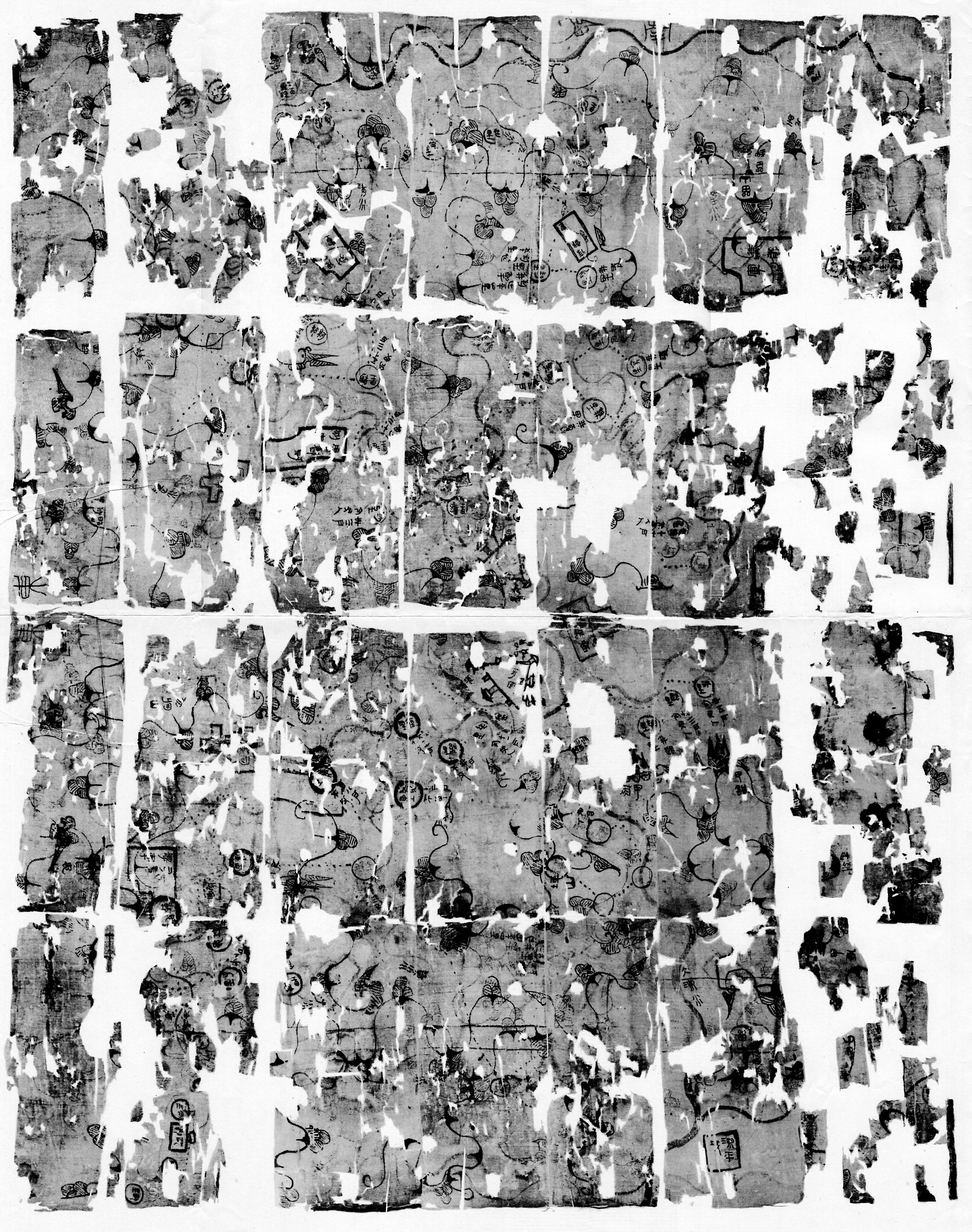
『駐軍図』
湖南省最南部、江華県の沱江流域（上記『長沙国南部図』の東南部の一角）にあたる。縦98センチメートル、横78センチメートル、縮尺8-10万分の1。黒・紅・靛（濃青）の三色を使い、河川や山脈を薄い色で、軍の駐屯地や防衛境界線を濃い色で描いている。加えて里の名と戸数、廃村らしきものも示され、当時の聚落の実態を知る貴重な資料である。

### 竹簡
1号墓の竹簡は隷書体（一部は小篆体）で書かれた全2,063字の「遣策」（副葬品目録）だった。散乱していた竹簡は復元の結果、副食品、調味料、酒類・糧食、漆器・土器・化粧用具・衣類、楽器・竹器、木製と土製の明器、の順に大体なっていたと考えられている。遣策の内容と実際の副葬品を対照したところ、殆どが合致した。それ故この遣策は副葬品の名称同定にきわめて役立ち、これによって初めて名称と形態が一致した漢代の器物も多い。また漢初の社会経済、農業生産、生活習慣を研究する上で貴重な資料となっている。
3号墓の遣策の内容は大部分が1号墓のものと一致するが、車騎・楽舞・従者、彼らが所持する武器・儀杖・楽器などの内容も含まれる点が異なり、それらは3号墓に副葬されていた木俑や棺両側の帛画の内容とおおよそ対照できる。また食品・衣類・各種器具についても1号墓に無いものが多く書かれている。医書簡は2巻からなり、そのうちの1巻は『黄帝内経』の内容に近く養生について述べ、別の1巻は房中術について述べている。

### 木牘
3号墓の木牘（もくとく）は、3枚に侍者と車騎、2枚に副葬された食品とその容器、1枚に衣類、1枚に埋葬期日と封をした人物が記されている。最後の1枚の内容を、山東省臨沂漢墓から出土した『元光元年暦譜』と照合した結果、埋葬時期は文帝の初元12年（前168年）2月と推定された。

## 所在地
北緯28度12分31秒 東経113度01分18秒 / 北緯28.2086度 東経113.0218度